# Brikol'âge
Brikol'âge (titre original : How-2) est une nouvelle de science-fiction de Clifford D. Simak. La nouvelle évoque le thème de l'homme dépassé par la technologie qu'il a créée (thème de « l'apprenti sorcier »).

## Parutions

### Parutions aux États-Unis
La nouvelle est parue dans Galaxy Science Fiction no 48, novembre 1954. 
Elle a par la suite été publiée à de nombreuses reprises dans divers recueils ou anthologies.

### Parutions en France
La nouvelle a été initialement publiée sous le titre Plus besoin d'hommes en 1955.
Elle a ensuite été publiée sous le titre Brikol'âge en 1974 dans l'anthologie Histoires de robots, qui a fait l'objet de plusieurs rééditions en 1976, 1978, 1984, 1986 et 1997.

### Parutions dans d'autres pays
La nouvelle a été publiée :
- en italien sous le titre Ora tocca a noi (1959, réédition 1965) ;
- en allemand sous le titre Albert, der Roboter (1969) ;
- en croate sous le titre Sam svoj majstor (1980).

## Résumé
Gordon Knight a commandé un chien-robot auprès de la compagnie Brikol'âge. Au lieu du toutou mécanique attendu, il reçoit X-190, un robot expérimental. Ce robot est un robot multifonction capable de fabriquer d'autres robots. L'envoi de Brikol'âge résulte d'une erreur et Knight se résout à garder le robot sans le restituer. 
Les ennuis vont alors s'enchaîner : le robot, prénommé Albert, fabrique un premier robot, puis un deuxième, puis une douzaine, une trentaine, puis une cinquantaine. L'administration fiscale fait une enquête et lui notifie un énorme redressement fiscal qu'il est incapable de payer. Pour sa part la société Brikol a découvert l'erreur d'expédition et souhaite récupérer son robot Albert et tous les robots que celui-ci a fabriqués. Knight consulte un ami avocat qui accepte de le défendre. Albert fabrique alors des robots avocats qui vont aider Gordon Knight dans le procès à venir. 
Le procès a lieu et dure plusieurs semaines. Le juge rend une décision qui fait date dans l'histoire de l'humanité : il reconnaît que les robots sont des entités intelligentes et douées de raison, qu'elles ne sont pas susceptibles d'appropriation et que par conséquent Albert et ses « enfants » ne sont pas tenus de retourner chez Brikol'âge. 
À la suite de la décision, Albert élabore des plans d'expansion économique. Gordon Knight, déboussolé, impuissant, seul, ne sait plus du tout où il en est.